# Димитър Бреянов
Димитър Илиев Бреянов е български офицер, полковник от артилерията, командир на отделение в 8-и артилерийски полк през Балканската (1912 – 1913) и Междусъюзническата война (1913), командир на Сборна артилерийска бригада и на 6-а артилерийска бригада през Първата световна война (1915 – 1918).

## Биография
Димитър Бреянов е роден на 30 септември 1866 г. Трън. През 1883 г. постъпва във Военното на Негово Княжеско Височество училище, достига до звание младши портупей юнкер, дипломира се 30-и по успех от 163 офицери, на 27 април 1887 е произведен в чин подпоручик и зачислен в 4-ти артилерийски полк. На 18 май 1890 е произведен в чин поручик, а на 2 август 1894 в чин капитан. През 1900 г. служи като командир на батарея от 3-то планинско отделение, а на 27 септември 1904 г. е произведен в чин майор. Като майор командва 5-а батарея от 2-ри артилерийски полк (6-а пехотна бдинска дивизия).
През 1909 г. майор Бреянов е назначен за командир на батарея от 9-и артилерийски полк, през 1911 г. командва отделение в 8-и артилерийски полк и 22 септември 1912 г. е произведен в чин подполковник.
През Балканската (1912 – 1913) и Междусъюзническата война (1913) подполковник Димитър Бреянов командва повереното му отделение от 8-и артилерийски полк. В началото на 1915 г. е назначен за помощник-командир на 10-и артилерийски полк и на 1 октомври същата година е произведен в чин полковник. По време на Първата световна война първоначално командва Сборна артилерийска бригада, след което след август 1918 г. поема командването на 6-а артилерийска бригада.
През 1918 г. „за бойни отличия и заслуги във войната“ като командир на Сборна артилерийска бригада, съгласно заповед № 679 по Действащата армия е предложен за награждаване с Народен орден „За военна заслуга“ IV степен с военно отличие, която награда е потвърдена със заповед № 355 по Министерството на войната от 1921 година.
Уволнен е от служба през 1919 г.
Полковник Димитър Бреянов умира на 28 ноември 1930 г. в 8:30 часа.

## Военни звания
- Подпоручик (27 април 1887)
- Поручик (18 януари 1890)
- Капитан (2 август 1894)
- Майор (27 септември 1904)
- Подполковник (22 септември 1912)
- Полковник (1 октомври 1915)

## Награди
- Военен орден „За храброст“ IV степен 2 клас
- Орден „Св. Александър“ IV степен с мечове по средата
- Народен орден „За военна заслуга“ IV степен с военно отличие
- Орден За заслуга на обикновена лента